# 浦北县
浦北县在中国广西壮族自治区南部、南流江流域，北靠十万大山，是钦州市所辖的一个县。马江河贯穿整个浦北县城，形成一江两岸的基本雏形。该县于2017年4月被国际人口老龄化长寿化专家委员会认定为“世界长寿之乡”。
面积为2517平方公里，县人民政府驻小江街道。其行政区域分为江城区和小江区，分别由江城派出所和小江派出所管理。

## 县名由来
1952年5月12日，广西省人民政府行文通知，划合浦县北部的十三区至二十一区，设立浦北县（政务院1952年8月11日下文批准），因地处合浦之北，这是浦北县得名之始。

## 建县历史
中华人民共和国成立后一段时期。今浦北仍属合浦县的一部分辖地。1951年12月，“合浦县人民政府中北区办事处”在张黄镇成立。1952年5月12日，广西省人民政府行文通知，划合浦县北部的十三区至二十一区，设立浦北县（政务院1952年8月11日下文批准），因地处合浦之北，这是浦北县得名之始。隶属广西省钦州专区。1955年7月，经国务院批准，浦北县归属广东省合浦专区辖。1958年12月31日，经广东省人民政府第二次全体会议（扩大）通过决定，撤销浦北县，并入合浦县（国务院1959年3月20日下文批准），隶属广东省湛江专区。1965年7月19日经国务院批准，复置浦北县，属归广西钦州专区（地区）管辖至今。

## 教育
该县有示范性普通高中浦北中学、金浦中学、浦北二中、龙门中学等中学，近几年来，该县从上到下推行教育均衡、行政约束学生进行就近入学，以期求缓解某些学校没人上，有些学校学生却多得离谱的现象。

## 行政区划
浦北县下辖2个街道办事处、15个镇：
小江街道、江城街道、泉水镇、石埇镇、安石镇、张黄镇、大成镇、白石水镇、北通镇、三合镇、龙门镇、福旺镇、寨圩镇、乐民镇、六硍镇、平睦镇和官垌镇。

## 人口
根據第七次人口普查數據，截至2020年11月1日零時，浦北縣常住人口為683964人。

## 交通
- 柳北高速、 清凭高速、 209国道、 324国道、 359国道

## 饮食习惯
由于该县几近位于中国最南方，气候湿热。为防上火，当地人通常饮食较为清淡。

## 旅游特色
浦北县囊括四星级景区五皇山、三星级景区大朗书院、越州故城遗址以及文昌公园。

## 特产
- 浦北红椎菌：中国地理标志产品。又名正红菇或葡酒红菇，属于菌根性食用菌。
- 浦北香蕉：中国地理标志产品。
- 坭兴陶